# Castillo de Villamalefa

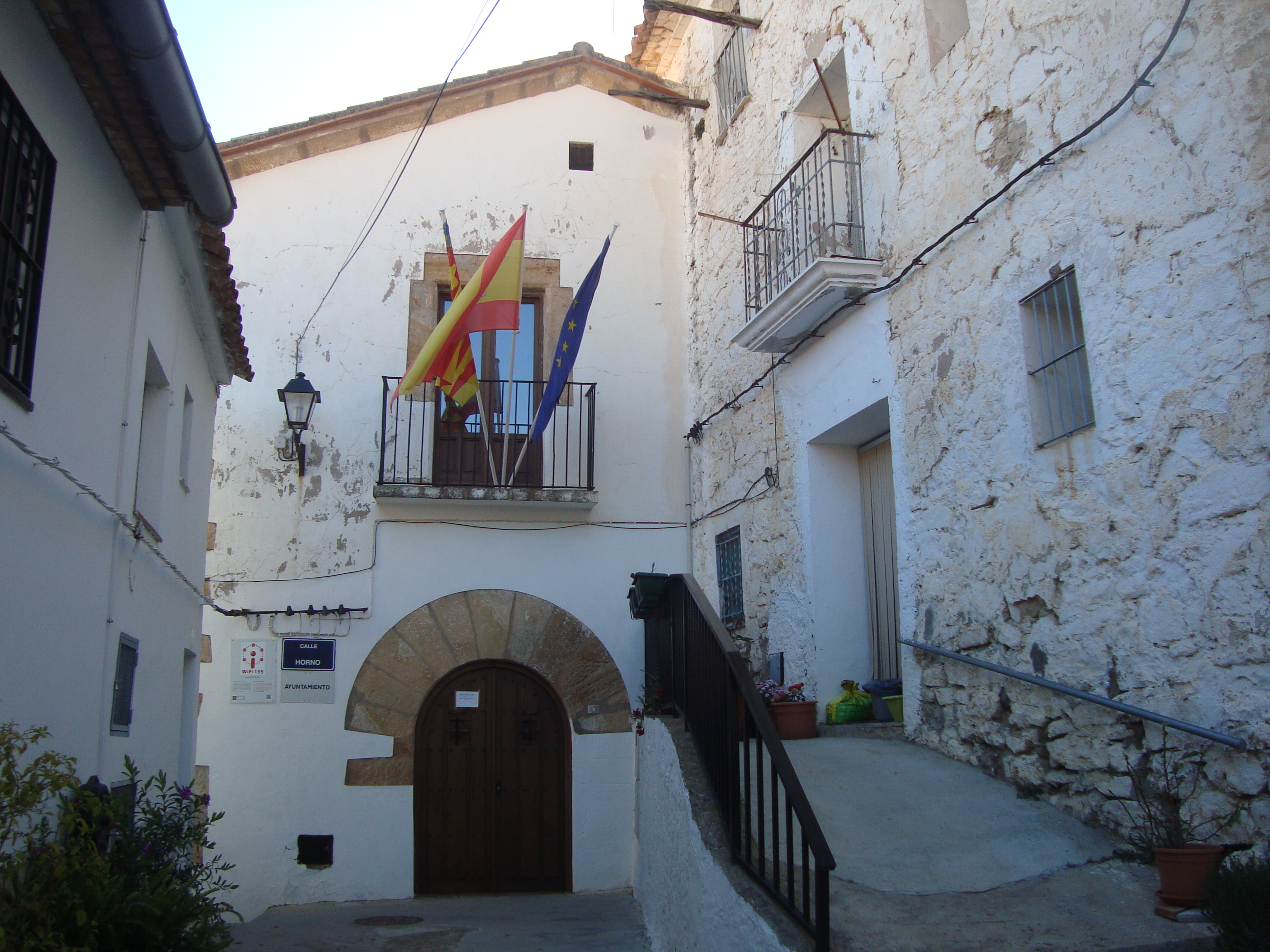
Ayuntamiento del Castillo de Villamalefa

Castillo de Villamalefa è un comune spagnolo di 96 abitanti situato nella comunità autonoma Valenciana.

## Altri progetti

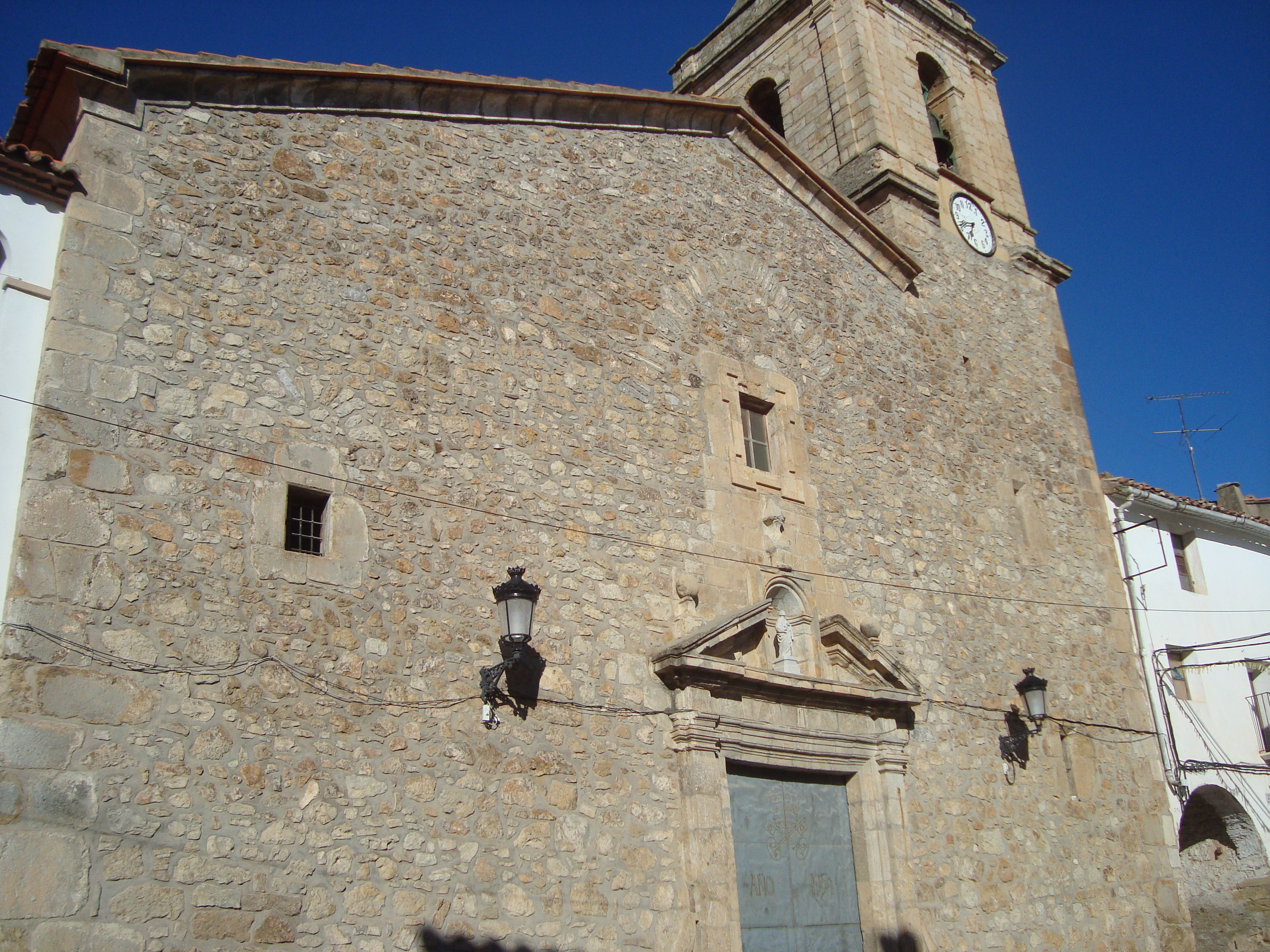
Església parroquial de Sant Pere (El Castell de Vilamalefa)